# Karl-Gustav Thorstensson
Karl-Gustav Thorstensson, född 5 oktober 1917 i Uddevalla, Göteborgs och Bohus län, död 26 maj 2007 i Karlskoga, Örebro län, var en svensk skolledare.
Thorstensson, som var son till postmästare Karl-Hugo Thorstensson och Ingrid Boustedt, avlade studentexamen i Vänersborg 1936 och blev filosofie magister i Uppsala 1939. Han blev adjunkt i Västerås 1948, förste rektor i Haparanda 1953 och var rektor vid Karlskoga högre allmänna läroverk från 1959.